# Tilen Bartol
 (décembre 2023).
Si vous disposez d'ouvrages ou d'articles de référence ou si vous connaissez des sites web de qualité traitant du thème abordé ici, merci de compléter l'article en donnant les références utiles à sa vérifiabilité et en les liant à la section « Notes et références ».
Tilen Bartol, né le 17 avril 1997 à Ljubljana, est un sauteur à ski slovène.

## Carrière
Membre du club SSK Sam Ihan, il commence sa carrière internationale dans des compétitions FIS en 2012.
Après deux victoires en Coupe continentale à Rena en décembre 2015, il fait ses débuts en Coupe du monde à l'occasion de la Tournée des quatre tremplins 2015-2016. Aux Championnats du monde junior 2017, il est titré sur les concours par équipes masculin et mixte.
Sur le Grand Prix d'été 2017, pour ses débuts dans cette compétition, il se place directement neuvième et cinquième à Hakuba. Il est également deuxième de la Coupe continentale estivale derrière Klemens Murańka.
Le 1er janvier 2018, il se classe cinquième du concours de Garmisch-Partenkirchen, son premier top dix en carrière dans la Coupe du monde. Il est ainsi inclus dans l'équipe slovène pour les Jeux olympiques de Pyeongchang, prenant les 16e et 17e places en individuel. Un mois plus tard, il est troisième dans l'épreuve par équipes au tremplin de vol à ski à Vikersund et monte donc sur son premier podium en Coupe du monde.
En janvier 2020, il doit interrompre sa saison, car il ressent un douleur au genou d'une fait d'une blessure au ménisque qu'il a contracté un an auparavant.

## Palmarès

### Jeux olympiques
| Épreuve / Édition | Pyeongchang 2018 |
| Petit tremplin    | 16e              |
| Grand tremplin    | 17e              |
| Par équipes       | 5e               |

### Championnats du monde de vol a ski
| Épreuve / Édition | Oberstdorf 2018 |
| Individuel        | 39e             |
| Par équipes       |                 |

### Coupe du monde
- Meilleur classement général : 25e en 2018.
- Meilleur résultat individuel : 5e.
- 1 podium en épreuve par équipes : 1 troisième place.

#### Classements généraux annuels
| Année     | Rang |
| 2017-2018 | 25e  |
| 2018-2019 | 61e  |
| 2019-2020 | 69e  |
| 2020-2021 | 47e  |

### Championnats du monde junior
- Médaille d'or au concours par équipes en 2017 à Park City.
- Médaille d'or au concours par équipes mixtes en 2017.

### Coupe continentale
- 17 podiums, dont 5 victoires.

Palmarès au 9 février 2021